# 신북두신권
신북두신권(力王, 역왕, Story Of Ricky)은 홍콩에서 제작된 남내재 감독의 1991년 액션, 코미디, 범죄, 스릴러, 공포 영화이다. 번소황 등이 주연으로 출연하였고 주진동 등이 제작에 참여하였다. 이 영화는 동명의 일본 영화의 영향을 받았다.

## 출연

### 주연
- 번소황
- 번매생
- 글로리아 입
- 증근영
- 진국방

### 조연
- 진치량
- 하가구
- 곽진봉
- 탄바 테츠로
- 오시마 유카리
- 임설
- 진경

## 제작진
- 조연출: 소정문
- 조연출: 등죽군
- 미술: Gim Seng Hiu
- 미술: 하검성
- 의상: 황미성
- 무술연출: 곽진봉
- 제편: 하택신
- 출품인: 차이란